# 蔡市镇
蔡市镇，是中华人民共和国湖南省永州市冷水滩区下辖的一个乡镇级行政单位。

## 行政区划
蔡市镇下辖以下地区：
巴洲社区、巴洲滩村、邓家铺村、九牛岭村、老埠头村、大园山村、沙坪里村、太洲村、岐山头村、全福村、油铺里村、灯牙塘村、零东圩村、三龙塘村、池塘铺村、杨竹塘村、虾塘村、桐子山村、樟东庙村和伍家岭村。